# Mr. Jones Has a Card Party
Mr. Jones Has a Card Party er en amerikansk stumfilm fra 1909 af D. W. Griffith.

## Medvirkende
- John R. Cumpson som Mr. Jones
- Florence Lawrence som Mrs. Jones
- Linda Arvidson
- Flora Finch
- Robert Harron